# Lista Rosjan w polskiej lidze żużlowej
Zawodnicy z Rosji w lidze żużlowej w Polsce
Uwaga! Niektórzy z zawodników mimo podpisanych umów nie wystąpili w żadnym oficjalnym meczu ligowym swoich drużyn.
(nazwiska w kolejności alfabetycznej)
| Nazwisko | Klub                                           | Rok       |  |
| --- | ---------------------------------------------- | --------- |  |
| Ilja Bondarienko, ur. 1982                                                                                       | SK Lokomotīve Dyneburg                         | 2007–2008 |  |
| |                                                |           |  |
| Aleksiej Charczenko, ur. 1985                                                                                    | GTŻ Grudziądz                                  | 2006      |  |
| Aleksiej Charczenko, ur. 1985                                                                                    | TŻ Lublin                                      | 2007      |  |
| |                                                |           |  |
| Grigorij Charczenko, ur. 1959                                                                                    | Polonia Piła                                   | 1992–1993 |  |
| Grigorij Charczenko, ur. 1959                                                                                    | Apator Toruń                                   | 1995      |  |
| Grigorij Charczenko, ur. 1959                                                                                    | Unia Tarnów                                    | 2001      |  |
| |                                                |           |  |
| Anatolij Chłynow, ur. 1971                                                                                       | KKŻ Krosno                                     | 1995      |  |
| Anatolij Chłynow, ur. 1971                                                                                       | Ukraina Równe                                  | 2006      |  |
| |                                                |           |  |
| Siergiej Czekmariow, ur. 1970                                                                                    | ŻKS Krosno                                     | 1999      |  |
| |                                                |           |  |
| Siergiej Darkin, ur. 1973                                                                                        | Iskra Ostrów Wielkopolski                      | 1996      |  |
| Siergiej Darkin, ur. 1973                                                                                        | RKM Rybnik                                     | 1997      |  |
| Siergiej Darkin, ur. 1973                                                                                        | Wanda Kraków                                   | 1998      |  |
| Siergiej Darkin, ur. 1973                                                                                        | Iskra Ostrów Wielkopolski                      | 1999      |  |
| Siergiej Darkin, ur. 1973                                                                                        | Stal Rzeszów                                   | 2000      |  |
| Siergiej Darkin, ur. 1973                                                                                        | GKM Grudziądz                                  | 2001      |  |
| Siergiej Darkin, ur. 1973                                                                                        | Unia Tarnów                                    | 2002–2003 |  |
| Siergiej Darkin, ur. 1973                                                                                        | Speedway Center Dyneburg                       | 2006      |  |
| Siergiej Darkin, ur. 1973                                                                                        | Start Gniezno                                  | 2007      |  |
| Siergiej Darkin, ur. 1973                                                                                        | SK Lokomotīve Dyneburg                         | 2008      |  |
| Siergiej Darkin, ur. 1973                                                                                        | Speedway Miszkolc                              | 2009      |  |
| |                                                |           |  |
| Igor Dubinin | Kolejarz Opole                                 | 1992      |  |
| |                                                |           |  |
| Władimir Dubinin, ur. 1976                                                                                       | Śląsk Świętochłowice                           | 2002      |  |
| Władimir Dubinin, ur. 1976                                                                                       | SKA-Speedway Lwów                              | 2004      |  |
| Władimir Dubinin, ur. 1976                                                                                       | Ukraina Równe                                  | 2006      |  |
| Władimir Dubinin, ur. 1976                                                                                       | Speedway Miszkolc                              | 2008      |  |
| |                                                |           |  |
| Kiriłł Filinow, ur. 1986                                                                                         | Speedway Center Dyneburg                       | 2006      |  |
| Kiriłł Filinow, ur. 1986                                                                                         | Ukraina Równe                                  | 2008      |  |
| Kiriłł Filinow, ur. 1986                                                                                         | KMŻ Lublin                                     | 2009      |  |
| |                                                |           |  |
| Siergiej Filuszyn, ur. 1976                                                                                      | Speedway Center Dyneburg                       | 2006      |  |
| |                                                |           |  |
| Rienat Gafurow, ur. 1982                                                                                         | Kolejarz Rawicz                                | 2003      |  |
| Rienat Gafurow, ur. 1982                                                                                         | RKM Rybnik                                     | 2006–2007 |  |
| Rienat Gafurow, ur. 1982                                                                                         | Wybrzeże Gdańsk                                | 2008–2009 |  |
| |                                                |           |  |
| Tałgat Galejew, ur. 1962                                                                                         | ŁTŻ Łódź                                       | 1999      |  |
| |                                                |           |  |
| Marat Gatijatow, ur. 1985                                                                                        | KSM Krosno                                     | 2007      |  |
| Marat Gatijatow, ur. 1985                                                                                        | Orzeł Łódź                                     | 2008–2009 |  |
| |                                                |           |  |
| Rusłan Gatijatow, ur. 1985                                                                                       | Orzeł Łódź                                     | 2006      |  |
| Rusłan Gatijatow, ur. 1985                                                                                       | SK Lokomotīve Dyneburg                         | 2007      |  |
| Rusłan Gatijatow, ur. 1985                                                                                       | Orzeł Łódź                                     | 2008–2009 |  |
| |                                                |           |  |
| Dienis Gizatullin, ur. 1983                                                                                      | Speedway Center Dyneburg                       | 2005      |  |
| Dienis Gizatullin, ur. 1983                                                                                      | RKM Rybnik                                     | 2006–2009 |  |
| |                                                |           |  |
| Wiktor Gołubowski, ur. 1985                                                                                      | Kolejarz Rawicz                                | 2009      |  |
| |                                                |           |  |
| Aleksiej Guzajew, ur. 1986                                                                                       | GTŻ Grudziądz (wypożyczony z Kolejarza Rawicz) | 2007      |  |
| Aleksiej Guzajew, ur. 1986                                                                                       | Ukraina Równe                                  | 2008      |  |
| Aleksiej Guzajew, ur. 1986                                                                                       | Kolejarz Rawicz                                | 2009      |  |
| |                                                |           |  |
| Gieorgij Iszutin, ur. 1985                                                                                       | SK Lokomotīve Dyneburg                         | 2007      |  |
| |                                                |           |  |
| Daniił Iwanow, ur. 1986                                                                                          | Ukraina Równe                                  | 2006      |  |
| Daniił Iwanow, ur. 1986                                                                                          | Unia Tarnów                                    | 2007      |  |
| |                                                |           |  |
| Roman Iwanow, ur. 1984                                                                                           | SK Lokomotīve Dyneburg                         | 2007–2008 |  |
| |                                                |           |  |
| Siergiej Jeroszyn, ur. 1973                                                                                      | Śląsk Świętochłowice                           | 2000      |  |
| Siergiej Jeroszyn, ur. 1973                                                                                      | ŻKS Krosno                                     | 2001      |  |
| Siergiej Jeroszyn, ur. 1973                                                                                      | KSŻ Krosno                                     | 2002      |  |
| Siergiej Jeroszyn, ur. 1973                                                                                      | KSŻ Krosno                                     | 2006      |  |
| |                                                |           |  |
| Maksim Kalimullin, ur. 1984                                                                                      | Ukraina Równe                                  | 2006      |  |
| |                                                |           |  |
| Maksim Karajczencew, ur. 1984                                                                                    | KSŻ Krosno                                     | 2006      |  |
| |                                                |           |  |
| Aleksandr Kosołapkin, ur. 1987                                                                                   | Speedway Center Dyneburg                       | 2006      |  |
| Aleksandr Kosołapkin, ur. 1987                                                                                   | ZKŻ Zielona Góra                               | 2008      |  |
| |                                                |           |  |
| Oleg Kurguskin, ur. 1966                                                                                         | Iskra Ostrów Wielkopolski                      | 1999–2001 |  |
| Oleg Kurguskin, ur. 1966                                                                                         | Speedway Center Dyneburg                       | 2006–2007 |  |
| |                                                |           |  |
| Siergiej Kuzin, ur. 1971                                                                                         | Kolejarz Rawicz                                | 2000–2001 |  |
| |                                                |           |  |
| Artiom Łaguta, ur. 1990                                                                                          | SK Lokomotīve Dyneburg                         | 2007–2010 |  |
| Artiom Łaguta, ur. 1990                                                                                          | Włókniarz Częstochowa                          | 2011      |  |
| Artiom Łaguta, ur. 1990                                                                                          | Polonia Bydgoszcz                              | 2012      |  |
| Artiom Łaguta, ur. 1990                                                                                          | Unia Tarnów                                    | 2013      |  |
| |                                                |           |  |
| Grigorij Łaguta, ur. 1984                                                                                        | Speedway Center Dyneburg                       | 2006      |  |
| Grigorij Łaguta, ur. 1984                                                                                        | SK Lokomotīve Dyneburg                         | 2007–2010 |  |
| Grigorij Łaguta, ur. 1984                                                                                        | Włókniarz Częstochowa                          | od 2011   |  |
| |                                                |           |  |
| Rinat Mardanszyn, ur. 1963 – zm. 2005                                                                            | Unia Tarnów                                    | 1992      |  |
| Rinat Mardanszyn, ur. 1963 – zm. 2005                                                                            | Śląsk Świętochłowice                           | 1995–1996 |  |
| Rinat Mardanszyn, ur. 1963 – zm. 2005                                                                            | Iskra Ostrów Wielkopolski                      | 1997      |  |
| Rinat Mardanszyn, ur. 1963 – zm. 2005                                                                            | Włókniarz Częstochowa                          | 1998      |  |
| Rinat Mardanszyn, ur. 1963 – zm. 2005                                                                            | Iskra Ostrów Wielkopolski                      | 1999      |  |
| Rinat Mardanszyn, ur. 1963 – zm. 2005                                                                            | TŻ Opole                                       | 2000      |  |
| Rinat Mardanszyn, ur. 1963 – zm. 2005                                                                            | WTŻ Warszawa                                   | 2001      |  |
| Rinat Mardanszyn, ur. 1963 – zm. 2005                                                                            | Iskra Ostrów Wielkopolski                      | 2002      |  |
| |                                                |           |  |
| Lenar Nigmatzianow, ur. 1985                                                                                     | Wybrzeże Gdańsk (wypożyczony z KS Toruń)       | 2006      |  |
| Lenar Nigmatzianow, ur. 1985                                                                                     | TŻ Lublin                                      | 2007      |  |
| Lenar Nigmatzianow, ur. 1985                                                                                     | Ukraina Równe                                  | 2008      |  |
| Lenar Nigmatzianow, ur. 1985                                                                                     | KSM Krosno                                     | 2009      |  |
| Lenar Nigmatzianow, ur. 1985                                                                                     | KMŻ Lublin                                     | 2010      |  |
| |                                                |           |  |
| Roman Poważny, ur. 1976 Uzyskał obywatelstwo polskie w 2004 r., od kiedy startuje do dziś jako zawodnik krajowy. | ŻKS Krosno                                     | 1998      |  |
| Roman Poważny, ur. 1976 Uzyskał obywatelstwo polskie w 2004 r., od kiedy startuje do dziś jako zawodnik krajowy. | Stal Gorzów Wielkopolski                       | 1999      |  |
| Roman Poważny, ur. 1976 Uzyskał obywatelstwo polskie w 2004 r., od kiedy startuje do dziś jako zawodnik krajowy. | WTŻ Warszawa                                   | 2001      |  |
| Roman Poważny, ur. 1976 Uzyskał obywatelstwo polskie w 2004 r., od kiedy startuje do dziś jako zawodnik krajowy. | GKM Grudziądz                                  | 2002      |  |
| Roman Poważny, ur. 1976 Uzyskał obywatelstwo polskie w 2004 r., od kiedy startuje do dziś jako zawodnik krajowy. | RKM Rybnik                                     | 2003–2007 |  |
| Roman Poważny, ur. 1976 Uzyskał obywatelstwo polskie w 2004 r., od kiedy startuje do dziś jako zawodnik krajowy. | Stal Rzeszów                                   | 2008      |  |
| Roman Poważny, ur. 1976 Uzyskał obywatelstwo polskie w 2004 r., od kiedy startuje do dziś jako zawodnik krajowy. | SK Lokomotīve Dyneburg                         | 2009      |  |
| |                                                |           |  |
| Rif Saitgariejew, ur. 1960 – zm. 1996                                                                            | Iskra Ostrów Wielkopolski                      | 1994      |  |
| Rif Saitgariejew, ur. 1960 – zm. 1996                                                                            | ZKŻ Polmos-Beram Zielona Góra                  | 1995      |  |
| Rif Saitgariejew, ur. 1960 – zm. 1996                                                                            | Iskra Ostrów Wielkopolski                      | 1996      |  |
| |                                                |           |  |
| Dienis Sajfutdinow, ur. 1981                                                                                     | Speedway Center Dyneburg                       | 2005–2006 |  |
| Dienis Sajfutdinow, ur. 1981                                                                                     | Polonia Bydgoszcz                              | 2008      |  |
| Dienis Sajfutdinow, ur. 1981                                                                                     | Orzeł Łódź                                     | 2009      |  |
| |                                                |           |  |
| Emil Sajfutdinow, ur. 1989                                                                                       | Polonia Bydgoszcz                              | 2006–2012 |  |
| Emil Sajfutdinow, ur. 1989                                                                                       | Włókniarz Częstochowa                          | od 2013   |  |
| |                                                |           |  |
| Michaił Starostin, ur. 1953                                                                                      | Śląsk Świętochłowice                           | 1992      |  |
| Michaił Starostin, ur. 1953                                                                                      | Wanda Kraków                                   | 1993–1995 |  |
| Michaił Starostin, ur. 1953                                                                                      | LKŻ Lublin                                     | 1996      |  |
| |                                                |           |  |
| Eduard Szajchullin, ur. 1974                                                                                     | TŻ Lublin                                      | 2001–2002 |  |
| |                                                |           |  |
| Artiom Szczepin, ur. 1987                                                                                        | Kolejarz Rawicz                                | 2007      |  |
| Artiom Szczepin, ur. 1987                                                                                        | Start Gniezno                                  | 2008      |  |
| |                                                |           |  |
| Siemion Własow, ur. 1981                                                                                         | Ukraina Równe                                  | 2005      |  |
| Siemion Własow, ur. 1981                                                                                         | Speedway Center Dyneburg                       | 2006      |  |
| Siemion Własow, ur. 1981                                                                                         | KSM Krosno                                     | 2007      |  |
| Siemion Własow, ur. 1981                                                                                         | Kolejarz Rawicz                                | 2008      |  |
| Siemion Własow, ur. 1981                                                                                         | Speedway Miszkolc                              | 2009      |  |
| |                                                |           |  |
| Artiom Wodiakow, ur. 1991                                                                                        | ZKŻ Zielona Góra                               | 2008–2009 |  |
| |                                                |           |  |
| Oleg Wołochow | Kolejarz Opole                                 | 1992      |  |